# Peršané (divadelní hra)
Peršané je tragédie starořeckého dramatika Aischyla.

## Obsazení
- Sbor starců
- Atossa
- Posel
- Stín Dareiův
- Xerxés

Místem děje jsou Súsy roku 480 př. n. l. 

## Děj hry
Sbor perských starců rozmlouvá a čeká na výsledky Xerxova tažení do Řecka. Později se k nim přidává královská vdova Atossa, Xerxova matka. Všechny tísní nepříjemné pocity a nejistota. To se však změní v krutou pravdu po příchodu posla, který zvěstuje perskou prohru (v bitvě u Salamíny). Zjevuje se Dareiův duch hrozící se nad situací svého syna. K závěru hry se na scénu vpotácí Xerxés lamentující nad prohrou. 

### Ukázka
POSEL

vběhl

Ó města, hrady, hradby širé Asie,

ó půdo perská, Súsy, v jejichž zdech

jsou nakupeny zlaté poklady,

proč vaše sláva jednou ranou zašla!

Květ perské říše zvadl, opadal.

Jak zlý to úděl první zvěstovat

zlé osudy! A přece nezbývá,

než vyřknout důvod žalu: - Peršané!

barbarské vojsko bylo zničeno. 